# Savanette
Savanette, in creolo haitiano Savanèt, è un comune di Haiti facente parte dell'arrondissement di Lascahobas nel dipartimento del Centro.